# Mežovský rajón
Mežovský rajón (ukrajinsky Межівський район) byl rajón v Dněpropetrovské oblasti na Ukrajině. Hlavním městem byla Mežova a rajón měl přibližně 23 tisíc obyvatel. 

## Sídla v rajónu
- Demuryne
- Mežova